# Stonesia ghoguei
Espèce
Stonesia ghoguei E.Pfeifer & Rutishauser est une espèce de plantes à fleurs de la famille des Podostemaceae et du genre Stonesia, endémique du Cameroun.

## Étymologie
Son épithète spécifique ghoguei rend hommage au botaniste camerounais Jean-Paul Ghogue, de l'Herbier national du Cameroun.

## Distribution

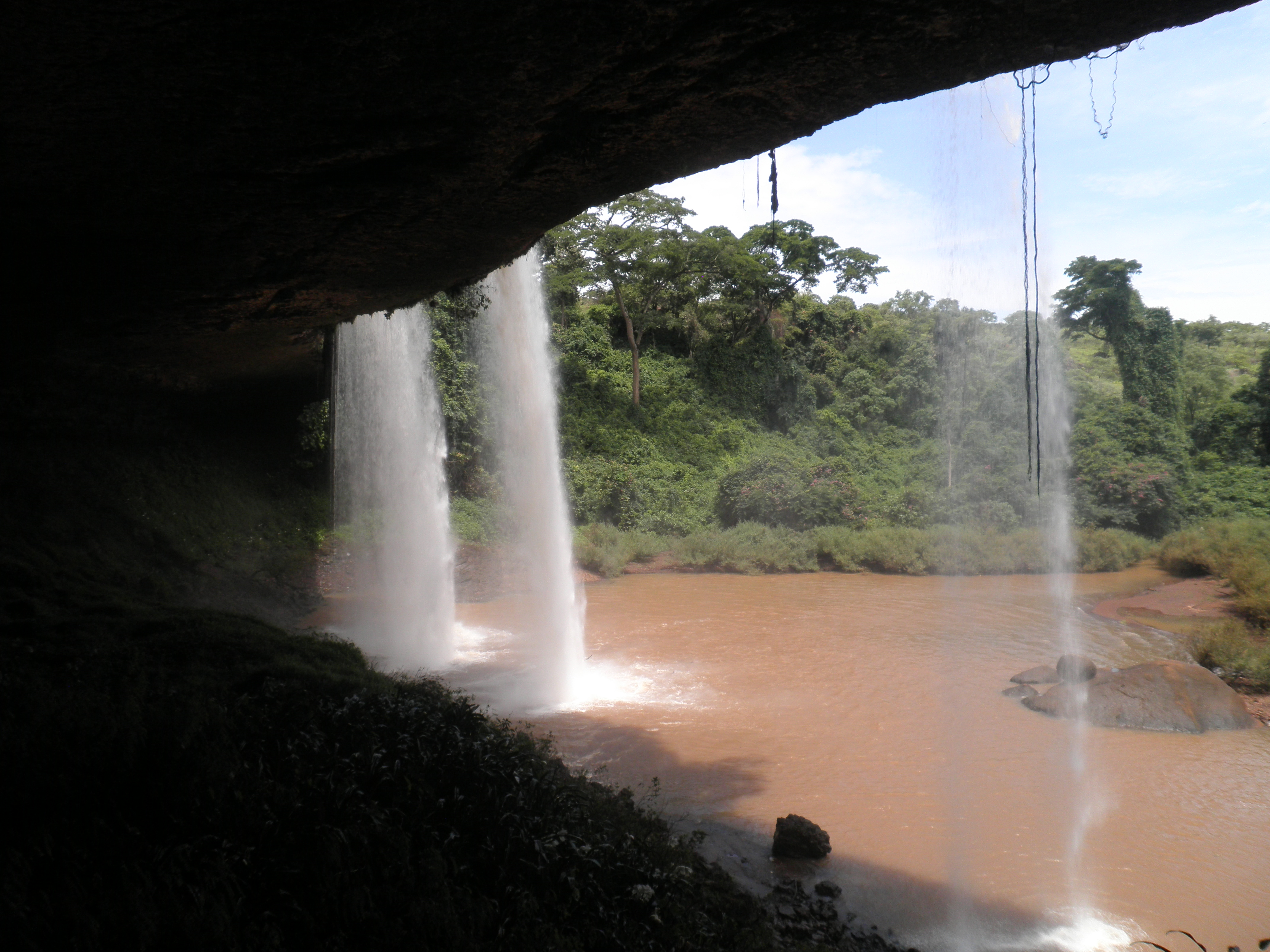
Chutes de Tello.

On la trouve la région de l'Adamaoua, près des chutes de Tello, sur une superficie inférieure à 5 m2.